# 視角 (印度尼西亚雜誌)
視角是一本出版于印度尼西亚雅加达的新聞雜誌周刊。它和《时代周刊》是该国两本主要新闻杂志。
《視角》创刊于1994年，总部位于雅加达。它提供新闻文章，每周发布一次。